# ブレイキング・ザ・ハビット
「ブレイキング・ザ・ハビット」（Breaking The Habit)は、アメリカ合衆国のロックバンド、リンキン・パークの2003年のセカンド・アルバム『メテオラ』に収録された曲。アルバム発売後にシングルとしても発表された。

## 概要
エレクトロニカの影響を感じさせる曲で、それまでのニュー・メタル的要素の強かったリンキン・パークの曲とは違い、のちのアルバムで追求されたスタイルに近いものになっている。バイオリンなどでストリングスアレンジが加えられている。チェスター・ベニントンに出会う前からマイク・シノダが親友の薬物中毒について書いていた詞で、チェスターは自分との共通点に涙を流したという。ライブでは始めにピアノでアレンジが加えられることもあった。

## ミュージックビデオ
ミュージックビデオはフルアニメーション作品で、日本のアニメーション製作会社GONZOが製作した。2004 MTV Video Music AwardsのViewer's Choice Awardを受賞。監督はジョー・ハーン、中澤一登。なお、ビデオには逆再生ではあるが飛び降りとみられる描写があり、それが影響してか後年になってYouTube上のビデオに視聴制限がかかり物議を醸した。

## チャート成績
メテオラからの5枚目のシングルとして（プロモーションシングルのLying From Youは除く）リリースされた。ビルボードモダンロックトラックチャートで1位になり、シングルが5枚連続で1位となった。全英39位、全米20位。